# Duomo di Montebelluna
La chiesa collegiata prepositurale di Montebelluna, dedicata all'Immacolata e più nota semplicemente come duomo di Montebelluna, è il principale edificio religioso di Montebelluna, in provincia e diocesi di Treviso; è sede del vicariato di Montebelluna.

## Storia
Questo grandioso edificio fu costruito in stile neogotico a partire dal 1908 su progetto dell'ingegnere montebellunese Guido Dall'Armi per volere del prevosto mons. Giuseppe Furlan. La sua gestazione fu assai lunga e tormentata, e ciò fu dovuto alle numerose difficoltà che incontrò la "fabbrica", a partire dai problemi derivanti dal terreno paludoso che richiese una notevole quantità di terra di riporto per la bonifica. L'avvento della prima guerra mondiale, il cui fronte era a pochi chilometri dalla città, rappresentò l'unico vero momento di stasi della fabbrica, tanto che il Duomo, ancora incompiuto, venne utilizzato come deposito per munizioni. Dopo la fine della Grande Guerra si proseguì senza interruzioni e grazie alla tenacia del nuovo prevosto mons. Daniele Bortoletto, la chiesa attorno ai primi anni quaranta del Novecento si poté dire conclusa, anche se i lavori di sistemazione del presbiterio e dell'interno si conclusero solo negli anni sessanta. L'edificio fu consacrato dal vescovo di Treviso Antonio Mistrorigo solamente nel 1971.

## Descrizione

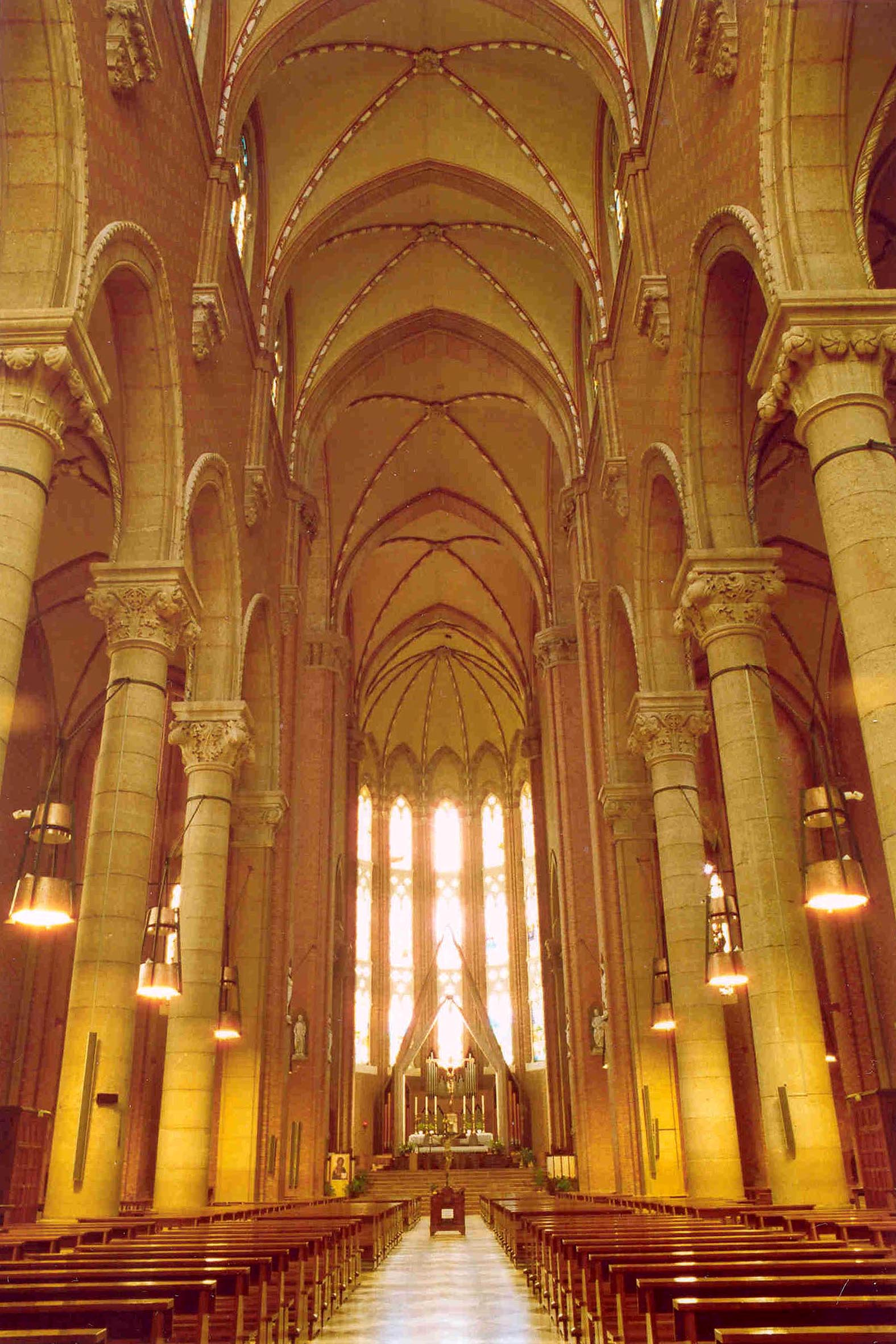
L'interno del Duomo di Montebelluna prima dei lavori al presbiterio

### Gli esterni
L'esterno si presenta incompiuto rispetto al progetto iniziale, a causa del mancato completamento della facciata: in una vetrata del braccio destro del transetto è possibile vedere come il progetto originale del Dall'Armi prevedesse la realizzazione di una serie di rifiniture (galleria con statue, guglie e portali in marmo) mai realizzate. Di notevole pregio sono i tre portali in ferro sbalzato (1942-1945) opere della ditta Fagherazzi di Venezia su disegni del pittore veneziano prof. Cesare Monetti: in quelli minori sono rappresentate scene, distribuite su otto pannelli per ogni porta, ispirate ai principali episodi della vita di Cristo, mentre, il grande portale centrale è decorato con scene ispirate alla vita di Maria Vergine.
Dopo gli ultimi importanti lavori di restauro durati diversi anni e conclusi nel 2013, gli esterni del Duomo sono stati rifiniti conferendo a tutto l'edificio, in particolare alla facciata, una veste rinnovata: sono state risanate le pareti esterne, le vetrate artistiche pulite e ricollocate, alcuni elementi architettonici sono stati inseriti e definiti in modo da completare ciò che era rimasto in passato incompiuto. Inoltre, all'interno delle lunette poste sopra i portali in facciata sono stati realizzati tre mosaici opera del Gruppo Mosaicisti Ravenna: raffigurano la Madonna col Bambino (portale centrale), San Giovanni evangelista (portone sinistro), San Luca evangelista (portone destro).

### L'interno
Di notevole impatto l'interno. Tra le opere più importanti troviamo le dodici statue degli Apostoli, sculture realizzate in pietra d'Istria nei primi anni del Cinquecento da Giovanni Buora e Bartolomeo di Domenico Lombardo. Collocate precedentemente nella chiesa di Santa Maria in Colle furono trasportate in Duomo negli anni Sessanta del Novecento.
Interessanti anche le numerose vetrate, realizzate tra il 1936 ed il 1949 dalle ditte Caron e Saggiorato di Vicenza e da Fontana Arte e Veder Art di Milano; di particolare interesse la composizione del rosone nella controfacciata (La Natività) e dell'abside (Glorificazione dell'Immacolata).
Verso metà navata sono collocati due altari barocchi di pregevole fattura, trasportati dalla vecchia prepositurale di Santa Maria in Colle: a sinistra l'altare dedicato a Sant'Antonio che risale al 1683 (alcuni ritengono essere la statua di San Domenico), invece, nel lato opposto trova spazio l'altare della Madonna del 1665 completato con la statua opera dello scultore Rebesco di San Zenone sotto i cui piedi, racchiuso in una teca, è stato deposto un grande libro contenente i nomi e le foto di tutti i soldati montebellunesi partiti per il fronte nel 1942, anno del trasporto e della benedizione dell'altare.
Alle estremità del transetto sono collocati altri due altari: sul lato sinistro trova posto il bianco altare del Sacro Cuore sormontato dalla statua di Cristo e coronato in alto dal dipinto Il Padre Eterno in gloria; a sinistra dell'altare vi è la tomba di mons. Giuseppe Furlan, prevosto che ha voluto e iniziato i lavori del Duomo. All'estremità destra è collocato un altare ligneo sormontato da un pregevole Crocifisso di grandi dimensioni coronati in alto dal grande dipinto Ingresso di Cristo in Gerusalemme. Questi altari due altari sono parte importante della storia del Duomo essendo stati utilizzati in momenti diversi per la celebrazione della Santa Messa: l'altare bianco fu il primo altare della chiesa utilizzato prima della realizzazione del grande altare maggiore sotto il ciborio (secondo altare), l'altare ligneo (terzo altare) fu invece collocato dopo il Concilio e posizionato di fronte all'altar maggiore in posizione rialzata e utilizzato fino a pochi anni fa. Nel dicembre 2006, invece, al termine dei lavori di realizzazione della nuova area presbiteriale è stato consacrato il nuovo altare (quarto altare) posizionato al centro della crociera.

#### Il grande altar maggiore, il Crocifisso e il ciborio
Posto in posizione molto rialzata trova posto l'enorme blocco marmoreo di Custozza (lung 4,50m x largh 2,50m) che costituisce la mensa dell'altar maggiore: poggia su due blocchi decorati da bassorilievi scolpiti su pietra rossa di Verona opera dello scultore Andreose di Bassano che raffigurano dei fedeli che portano offerte per il sacrificio. Sul piano monolitico di marmo poggia il grande tabernacolo di forma molto semplice rivestito in onice del Pakistan. Sopra il tabernacolo, si innalza l'enorme crocifisso, opera dello scultore Murer di Falcade, alto 2,70 metri. Tutta l'area dell'altare maggiore è sormontata dal grande ciborio rivestito di marmi rosa e rossi (al vertice 15,30 m di altezza). Ai lati dell'altar maggiore è collocato il coro ligneo ideato dall'arch. Pietro Celotto: arredo di fattura lineare che riprende il motivo ideale del gotico.
Ai lati del presbiterio trovano posto in due absidiole:
- il fonte battesimale del 1945: lo scultore Rebesco da San Zenone realizzò i cinque bassorilievi che formano l'esterno della vasca riprendendo soggetti ispirati al Battesimo, i tre lati verso il muro sono lisci; il coperchio fu eseguito in rame sbalzato su disegni del prof. Dorigo di Biadene. La grande pala del Battesimo di Gesù (1988) è opera del pittore Ottorino Stefani.
- l'altare dedicato a San Francesco d'Assisi, eretto nel 1947 è realizzato con una composizione di marmi rosa e verdi. L'altare è sormontato dalla statue lignea del Serafico Padre e dal grande dipinto di Danilo Soligo San Francesco riceve le stigmate.

Da entrambi i lati, attraverso una scala è possibile accedere alla sottostante cripta utilizzata per le celebrazioni feriali.

#### Organo a canne
Nell'abside poligonale, dietro l'altare maggiore, si trova l'organo a canne, costruito nel 1964 dalla ditta cav. G. Tamburini di Crema (opus 497) e inaugurato dal maestro Luigi Ferdinando Tagliavini il 6 dicembre dello stesso anno. Lo strumento, a trasmissione meccanica, ha tre tastiere e pedaliera ed è racchiuso all'interno di una cassa di fattura geometrica.

### Misure della costruzione[1]
Altezza dal pavimento al timpano esterno: m 42,68
altezza della navata centrale: m 35,60
lunghezza totale interna: m 79,90
larghezza della navata centrale: m 11,85
larghezza navate minori: m 7
larghezza totale interna: m 28,40
larghezza della crociera: m 44
diametro alla base delle colonne: m 1,25
altezza delle colonne navata centrale: oltre m. 13
ogiva rosone facciata: altezza m 24,50 - larghezza m 9,60

## Il prevosto
La cura della parrocchia di Montebelluna è affidata ad un parroco che ha il titolo di prevosto, essendo il territorio sede di un'antica prepositura che nei secoli passati annoverava anche un collegio di canonici, seppur non residente, e di fatto coincidente con i canonici del Capitolo della Cattedrale di Treviso.
Numerosi sono i privilegi che la prepositura e il prevosto hanno ricevuto nel corso dei secoli; attualmente, al prevosto di Montebelluna spettano il titolo di monsignore e l'uso della talare filettata di color paonazzo con fascia, calze e fiocco al tricorno di colore paonazzo. In passato, almeno fino al 1972, si utilizzava pure l'anello che veniva donato e consegnato al novello preposto durante la cerimonia di immissione nel beneficio prepositurale: attualmente il suo utilizzo è caduto in disuso. Nel 1912 fu concesso da Pio X il privilegio dell'uso della croce pettorale con cordone violaceo, della cappa magna violacea con pelliccia, della mozzetta e del ferraiolo violaceo per le circostanze più solenni.

### Cronotassi dei prevosti di Montebelluna dal 1199 ad oggi[2]
1. Reprando, canonico † (1199)
2. Valfredo can. Alberto, arciprete † (1245)
3. Manfredino † (1255)
4. Richo Marino † (1258)
5. Giacomo I † (1330)
6. Nicolò da Scandolara † (1344-1364)
7. Romano † (1406)
8. Gasparino † (1418)
9. Giacomo II da Feltre † (1430)
10. Pier Paolo † (1436)
11. Giampietro [Caroccin] † (1441)
12. Angelo I † (1458)
13. Giannantonio Canossa † (1460)
14. Luca I, veneto, notaio † (1476)
15. Andrea I † (1488-1496)
16. Pileo, decano † (1497)
17. Luca II † (1499)
18. Nicolò II, Leonico Tomeo † (1502-1504)
19. Giacomo III [de Mazzolenis da Bergamo, contro Andrea Fabrizi chierico veneto] † (1504-1507)
20. Francesco Maria [Migli], bresciano † (1520-1543)
21. Bernardino [Migli], bresciano † (1543-1566)
22. Felice [Belasio], bresciano † (1566-1570)
23. Carlo [Paratico], bresciano † (1570-1590)
24. Nicolò III [Cagnola], di Cavaso † (1590-1604)
25. Pasquale [Tremanin] † (1609)
26. Sebastiano [Commenduno] † (1613-1620)
27. Andrea II, [Commenduno, poi parroco di Caonada] † (1620-1645)
28. Andrea III, [Commenduno, prima parroco di Caonada] † (1645-1655)
29. Francesco I, [Grossi] † (1655-1681)
30. Giovanni I, [Cargnato] di Montebelluna † (1681-1725)
31. Paolo Emilio [Dal Corno], trevigiano † (1732-1748)
32. Francesco Michele [Lorenzi], di Lendinara † (1748-1760)
33. Osvaldo [de Girolami], friulano † (1760-1768)
34. Paolo [Cortese] † (1769-1801)
35. Girolamo I [Bellati] † (1801-1807)
36. Angelo II [Dalmistro], di Murano (VE) † (1807-1813)
37. Antonio I, [Costa] † (1813-1836)
38. Giovanni II [Berna] † (1836-1845)
39. Andrea IV [Brunello] † (1846-1869)
40. Francesco II [Saccol] di Montebelluna † (1870-1877)
41. Antonio II [Galanti] di Montebelluna † (1877-1884)
42. Girolamo II [Janna] di S. Donà di Piave † (1885-1900)
43. Giuseppe I [Furlan] di Maerne † (1901-1939)
44. Daniele I [Bortoletto] da Preganziol † (1939-1971)
45. Angelo III [Martini] di Riese † (1972-1994)
46. Cleto [Bedin] di Cornuda (TV) (1994-2014)
47. Antonio III [Genovese] di Padernello (2014-.....)

## Galleria d'immagini

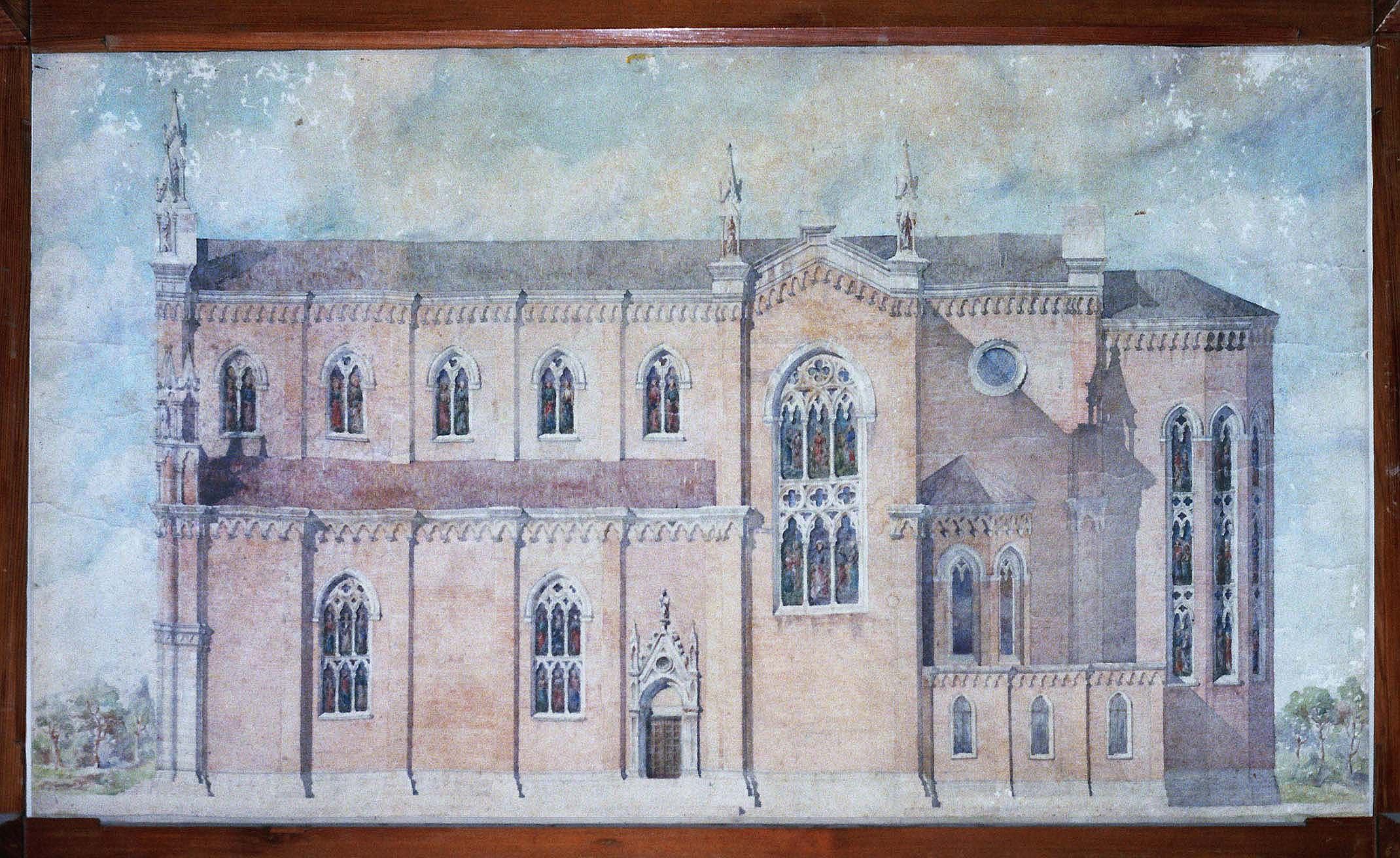
Sviluppo del progetto originale del Dall'Armi ad opera dell'architetto veneziano Dall'Asta, che riprese e sviluppò gli schizzi originali del primo
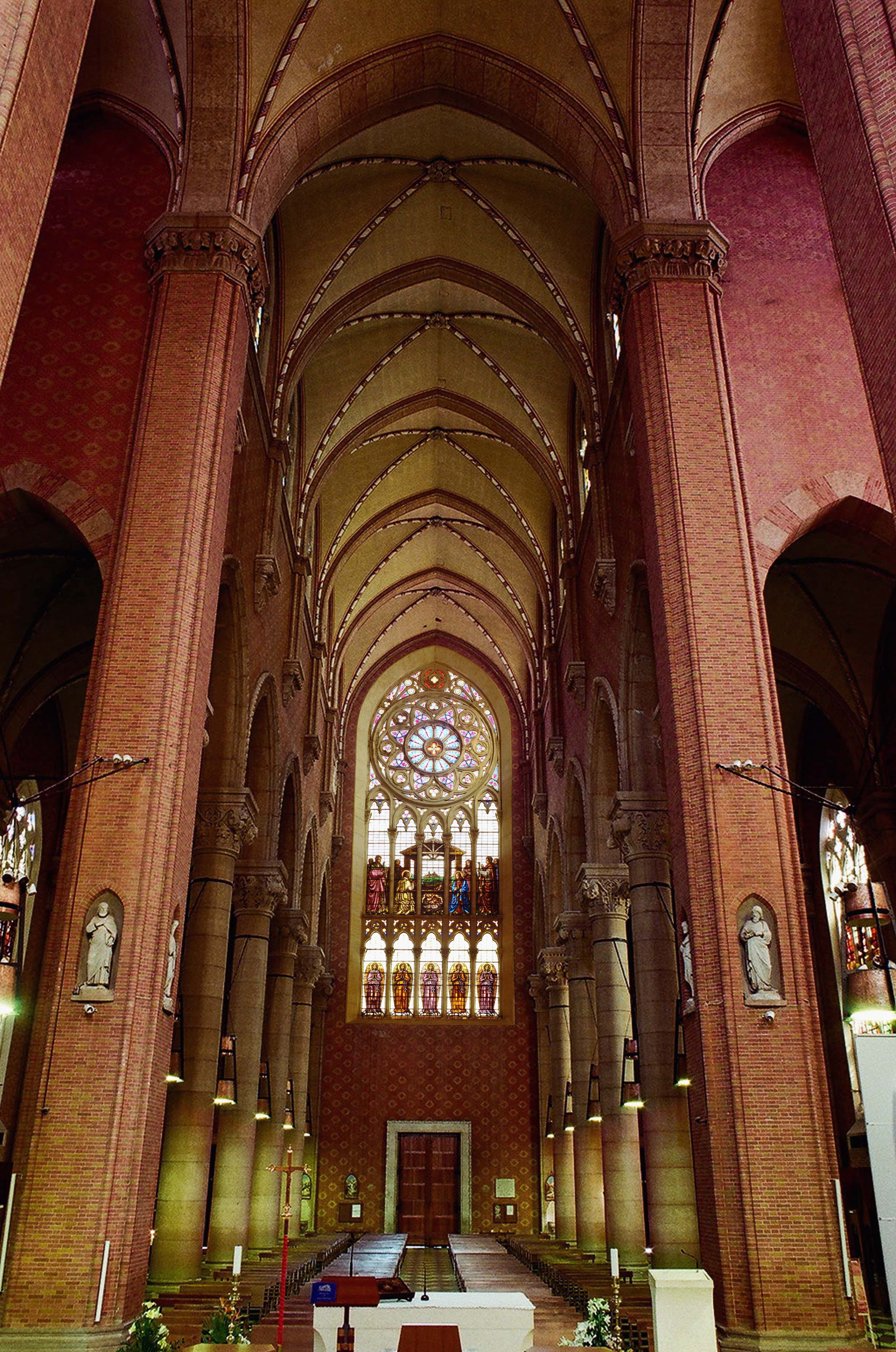
L'interno del duomo verso la controfacciata
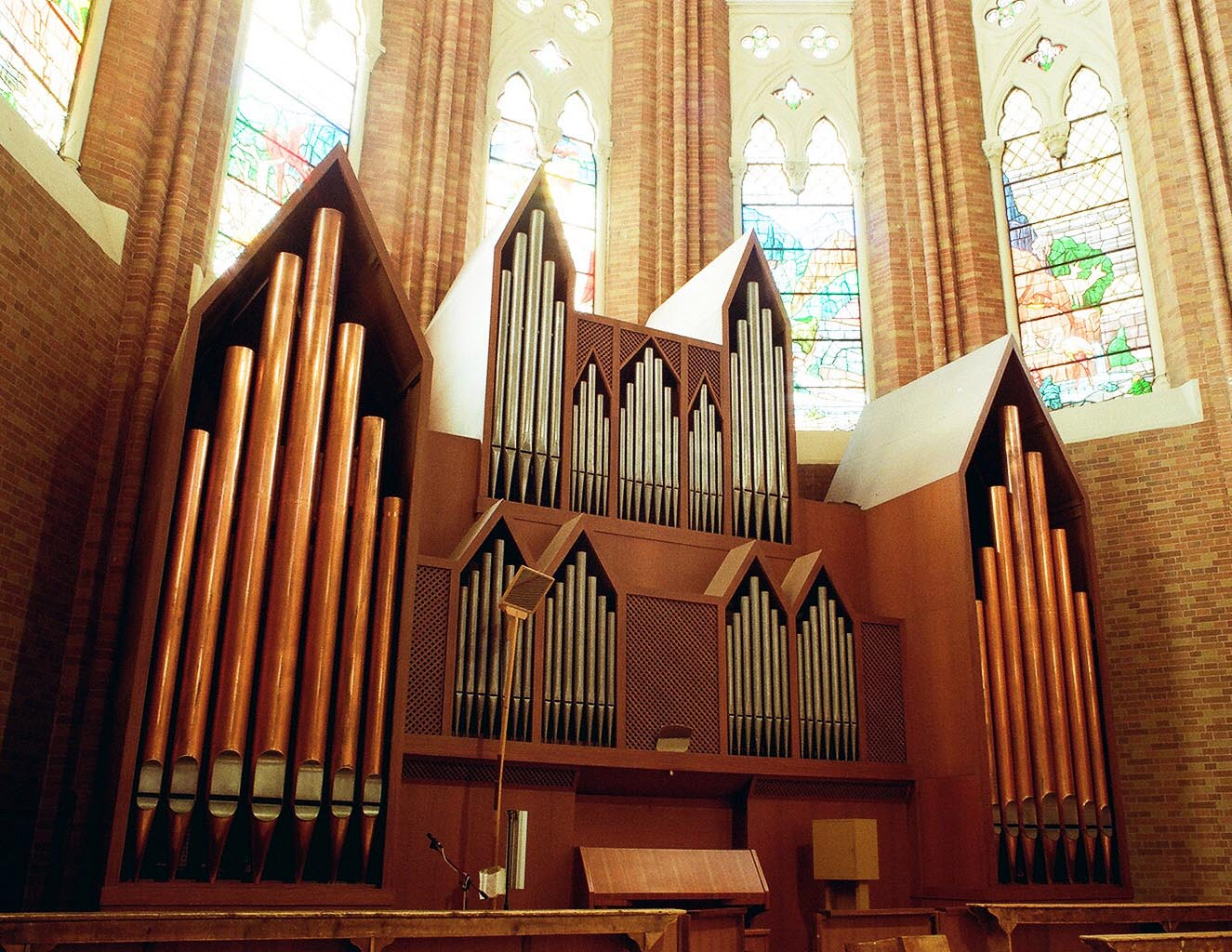
L'organo Tamburini
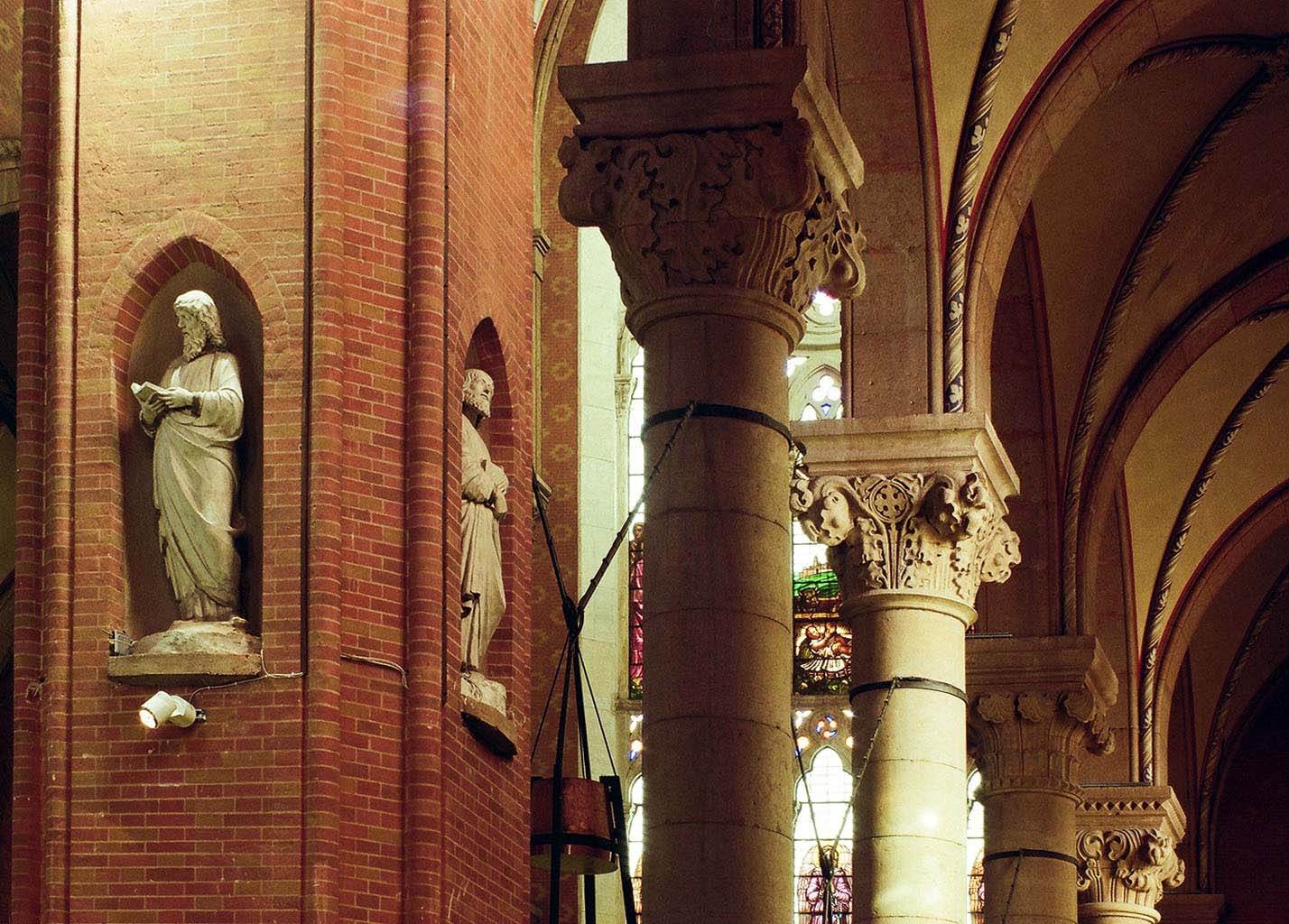
Veduta della navata sinistra - In primo piano due statue del gruppo de "I Dodici Apostoli"
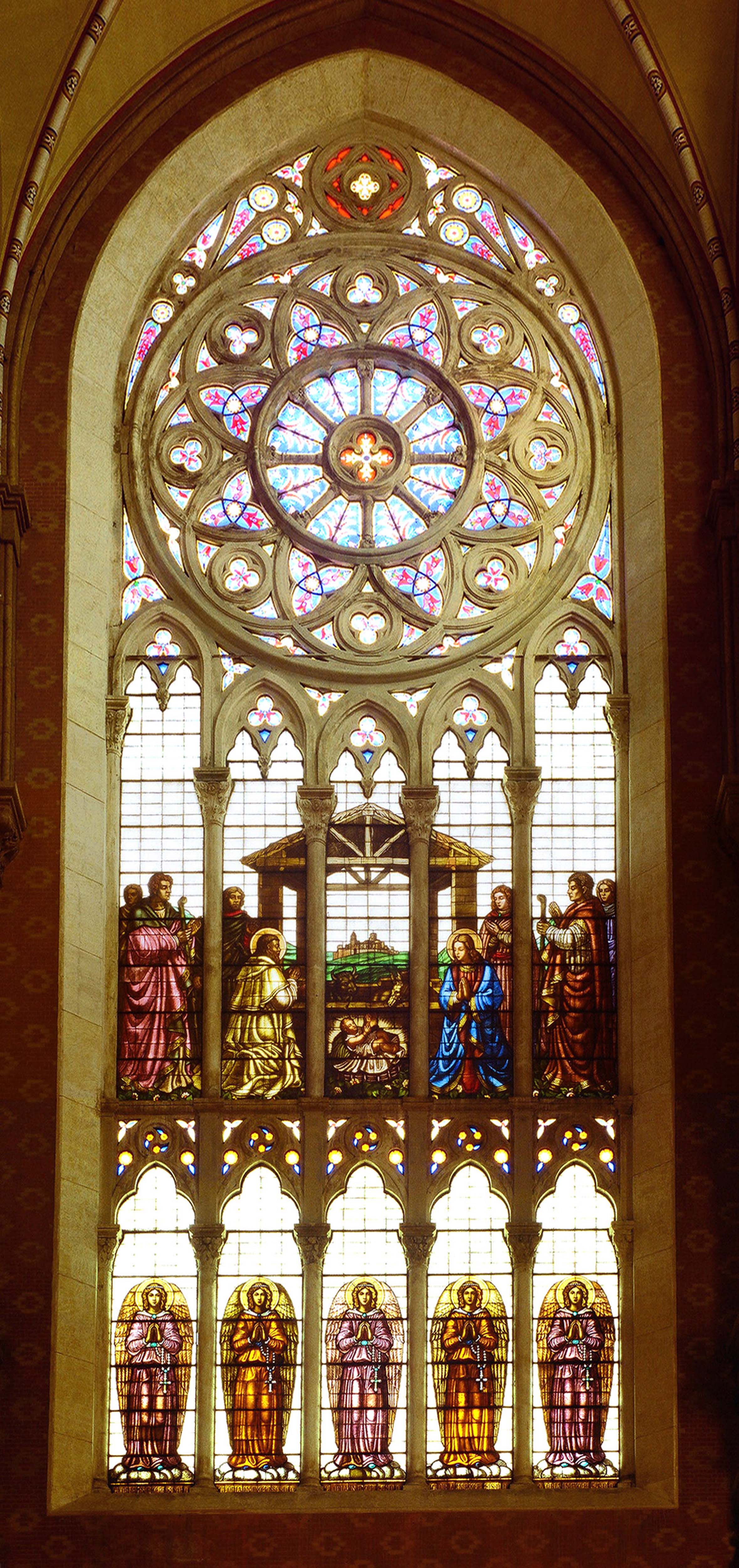
La composizione della controfacciata
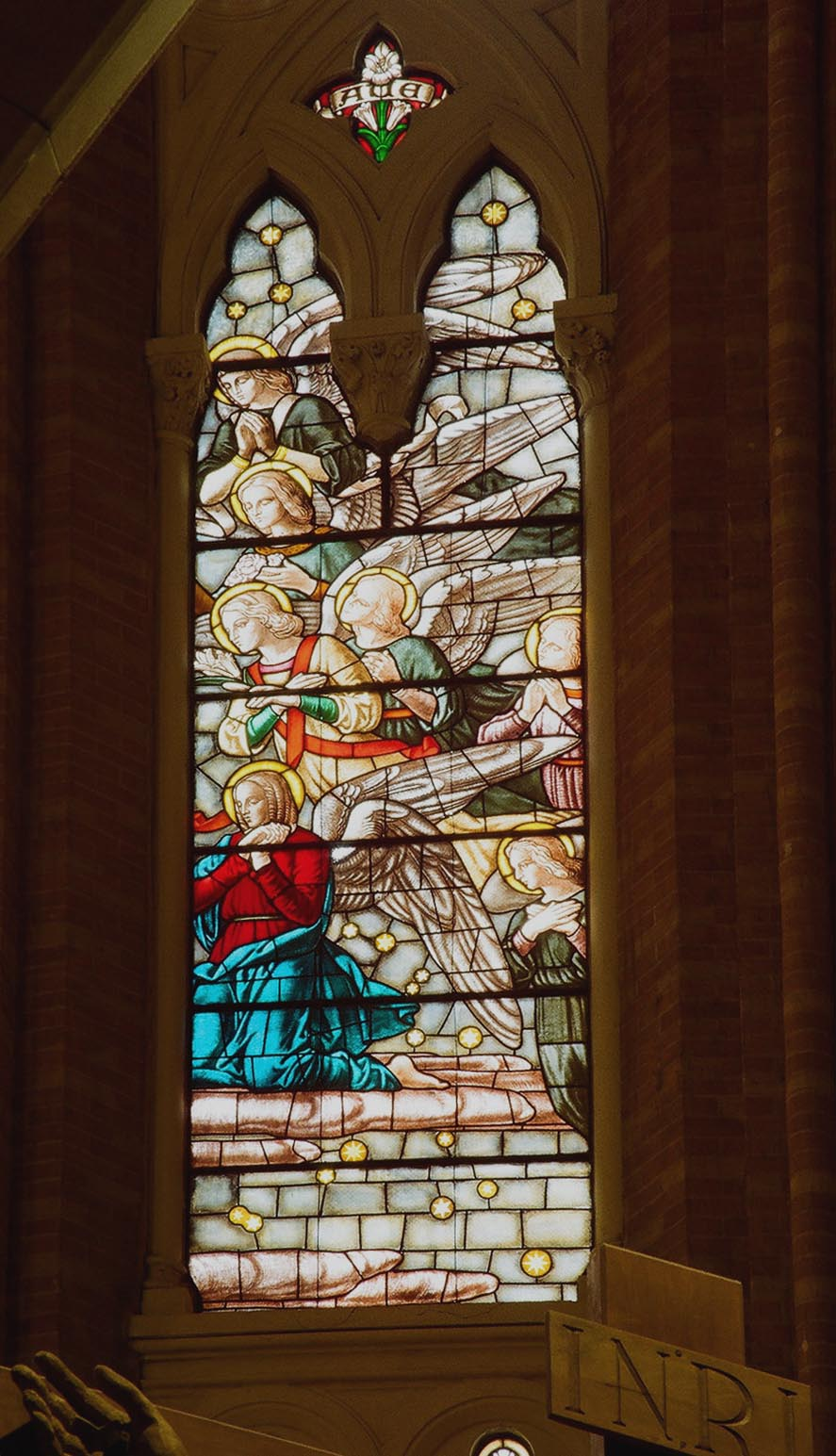
Particolare della composizione de "La Glorificazione della Vergine", nell'abside della chiesa
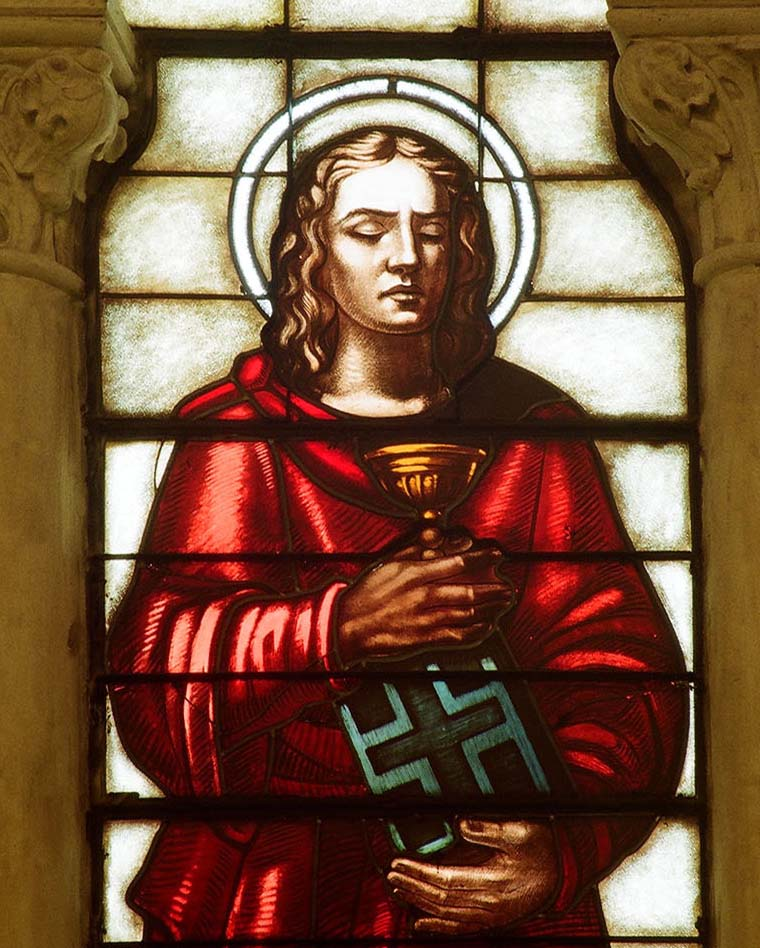
Particolare di una vetrata raffigurante san Giovanni Evangelista
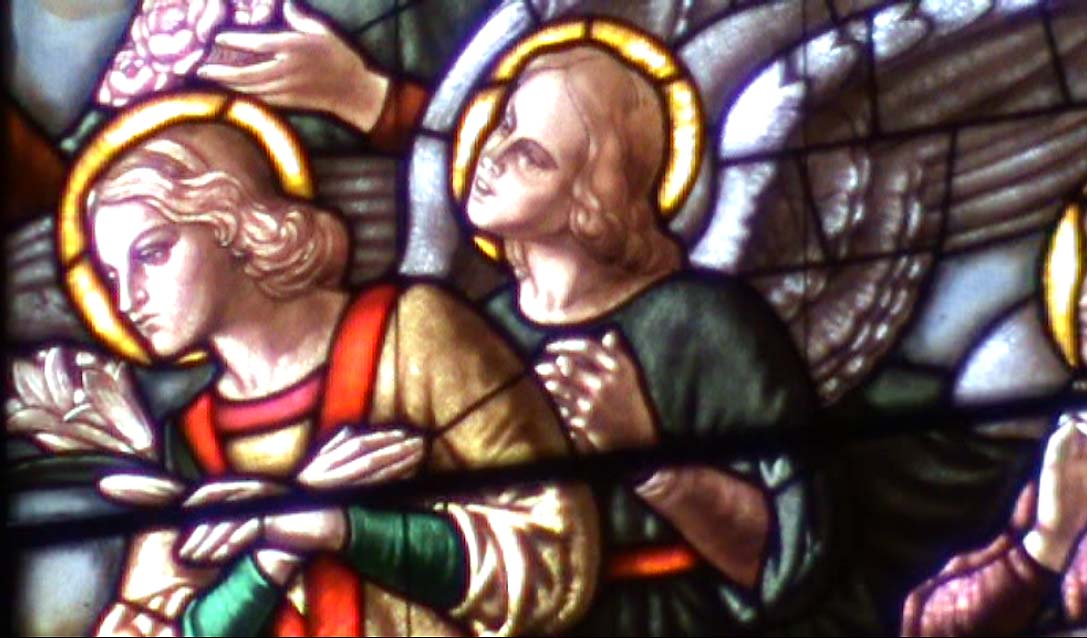
Angeli in adorazione. Particolare della vetrata della "Glorificazione dell'Immacolata" situata nell'abside del Duomo.
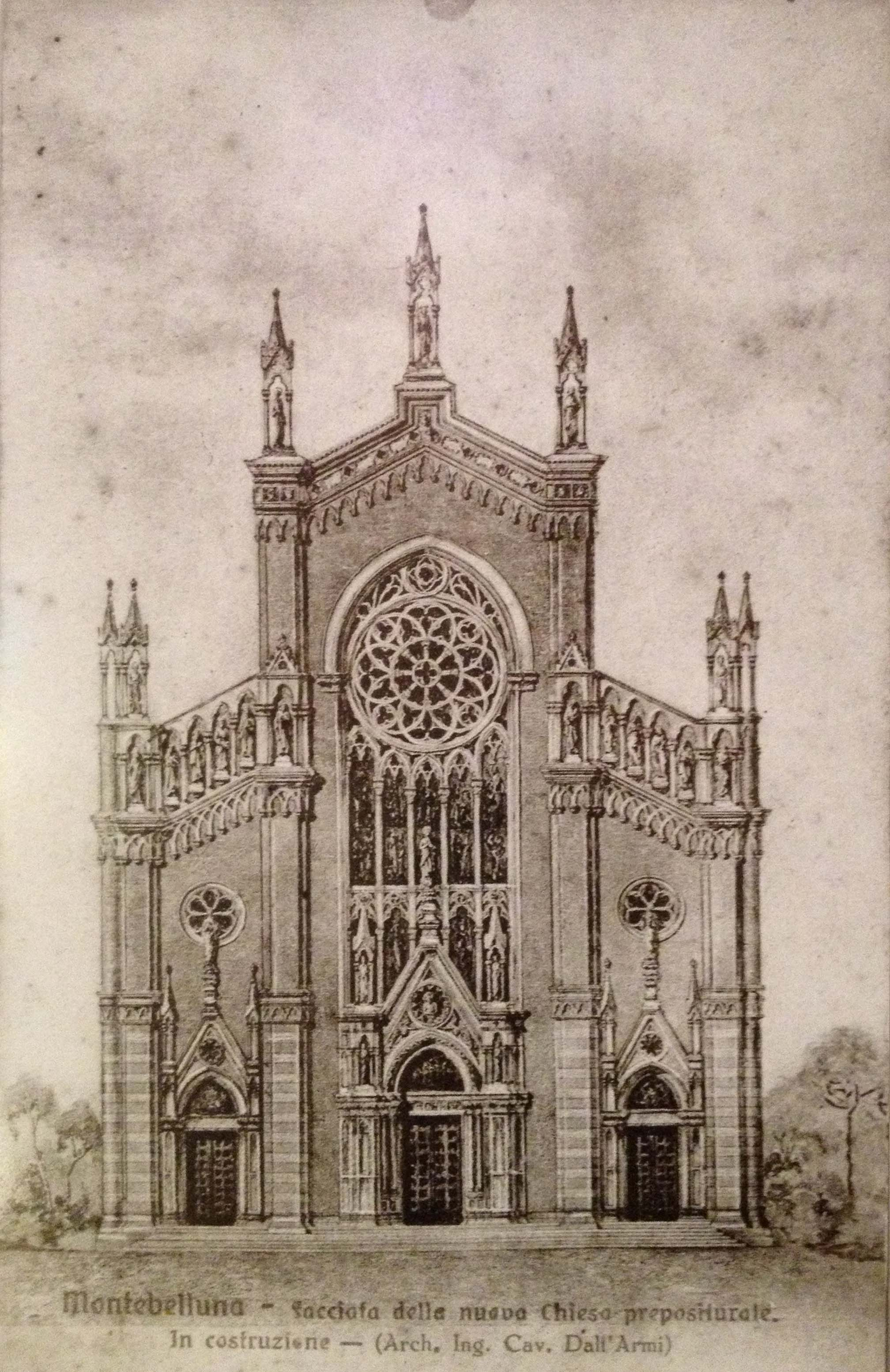
Il progetto originale della facciata, mai completata, secondo le indicazioni di Guido Dall'Armi.
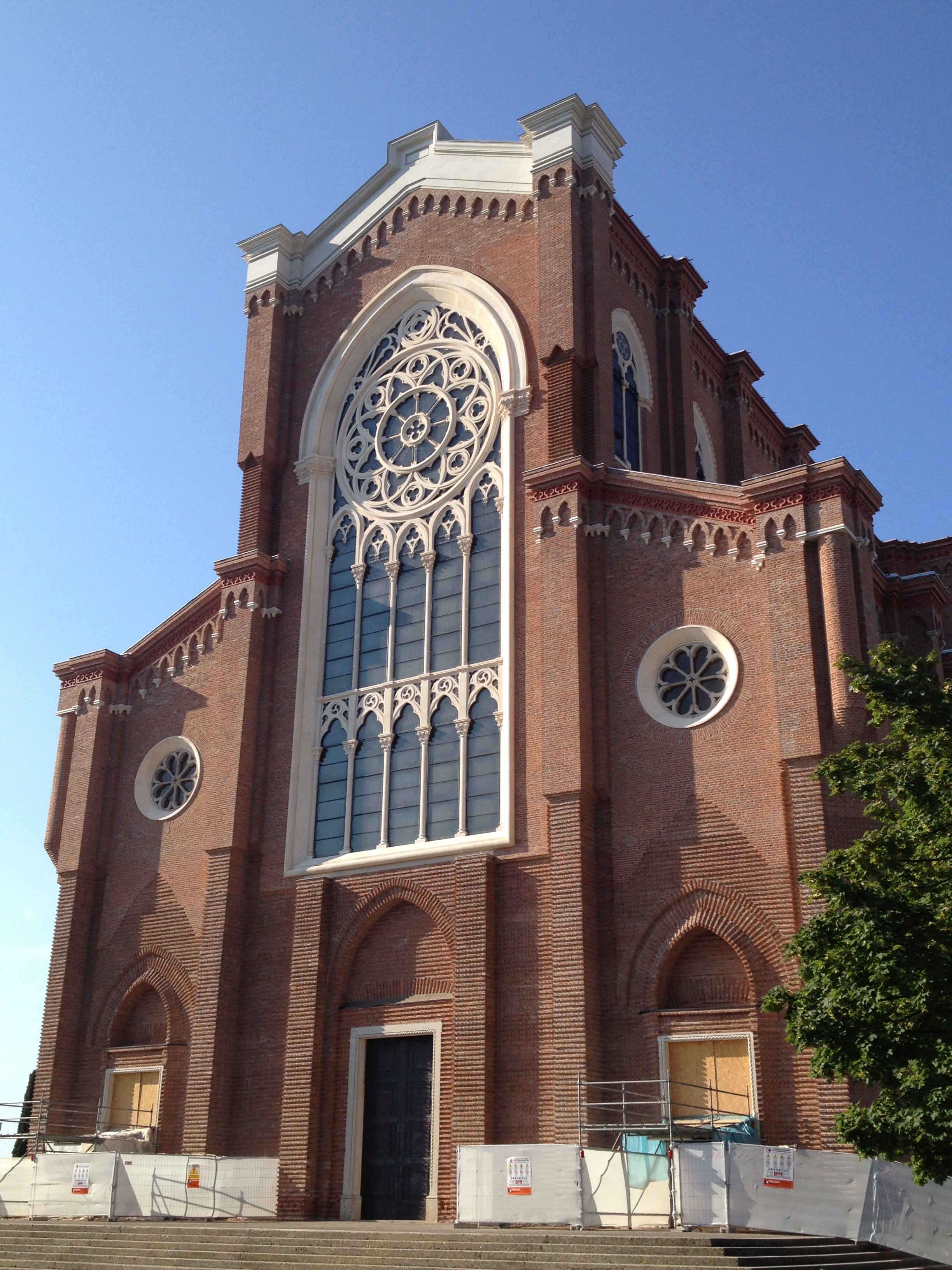
La facciata durante i restauri del 2008-2013.
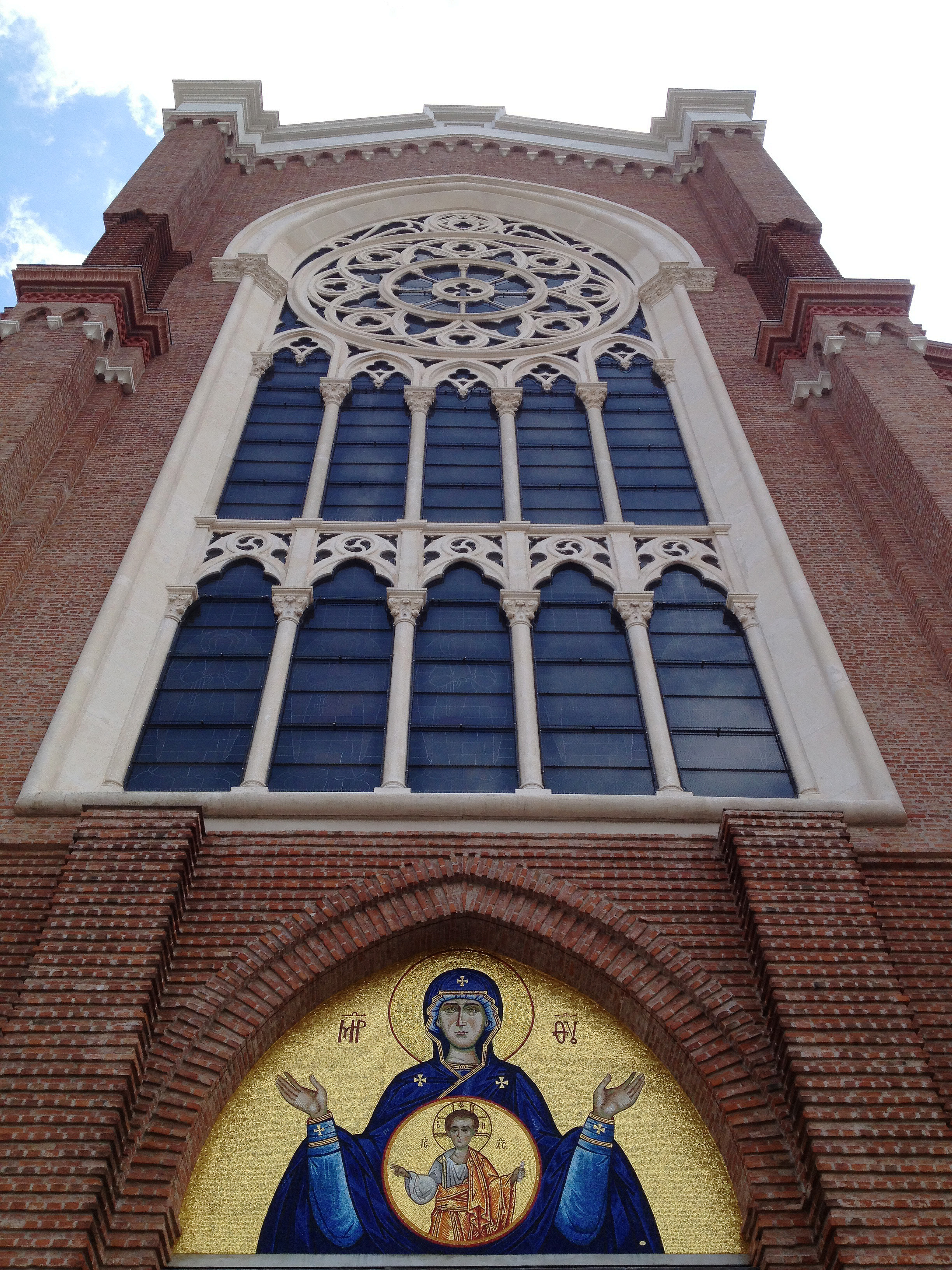
Particolare della facciata dopo i restauri.
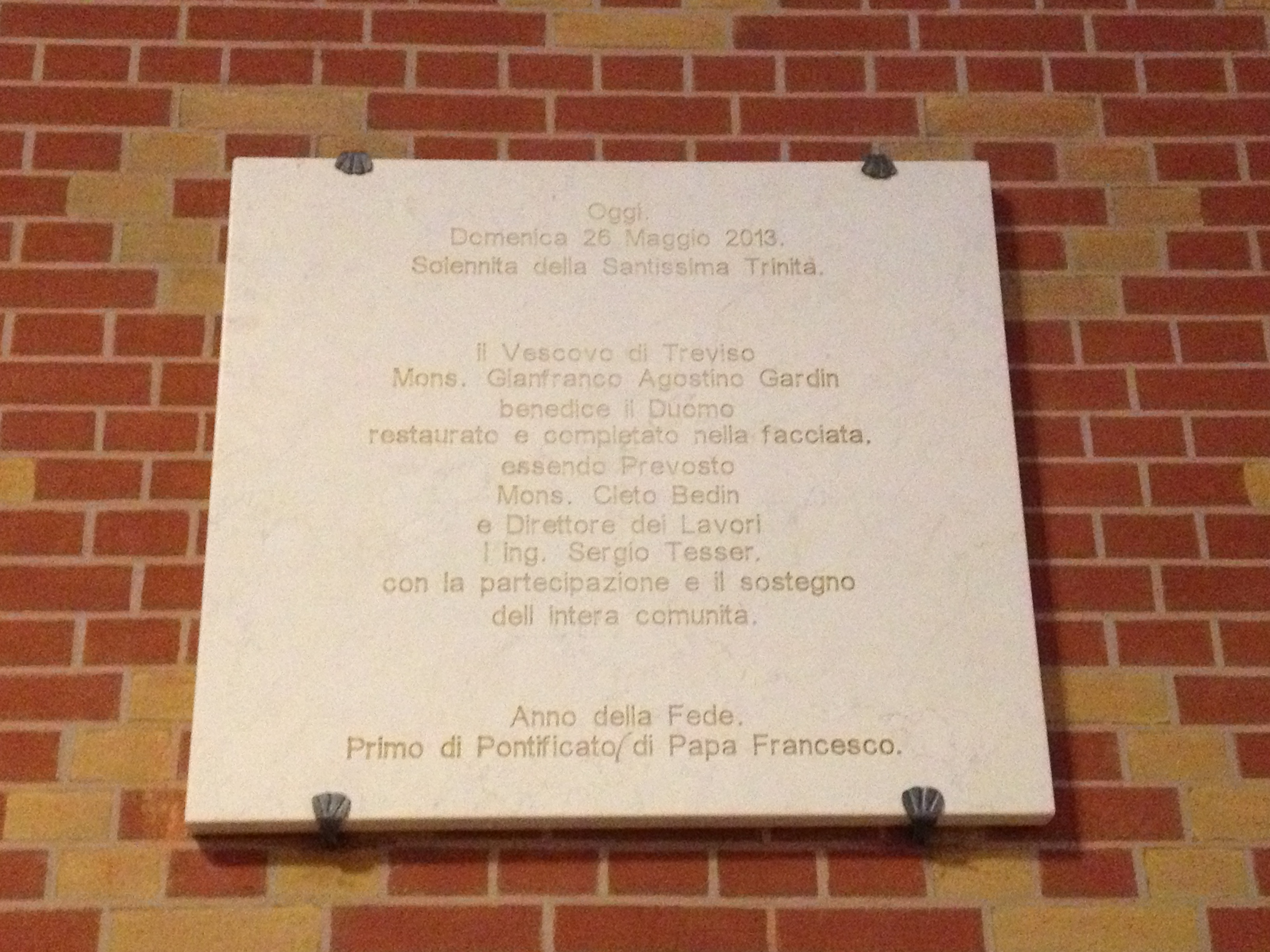
Lapide commemorativa dei restauri.
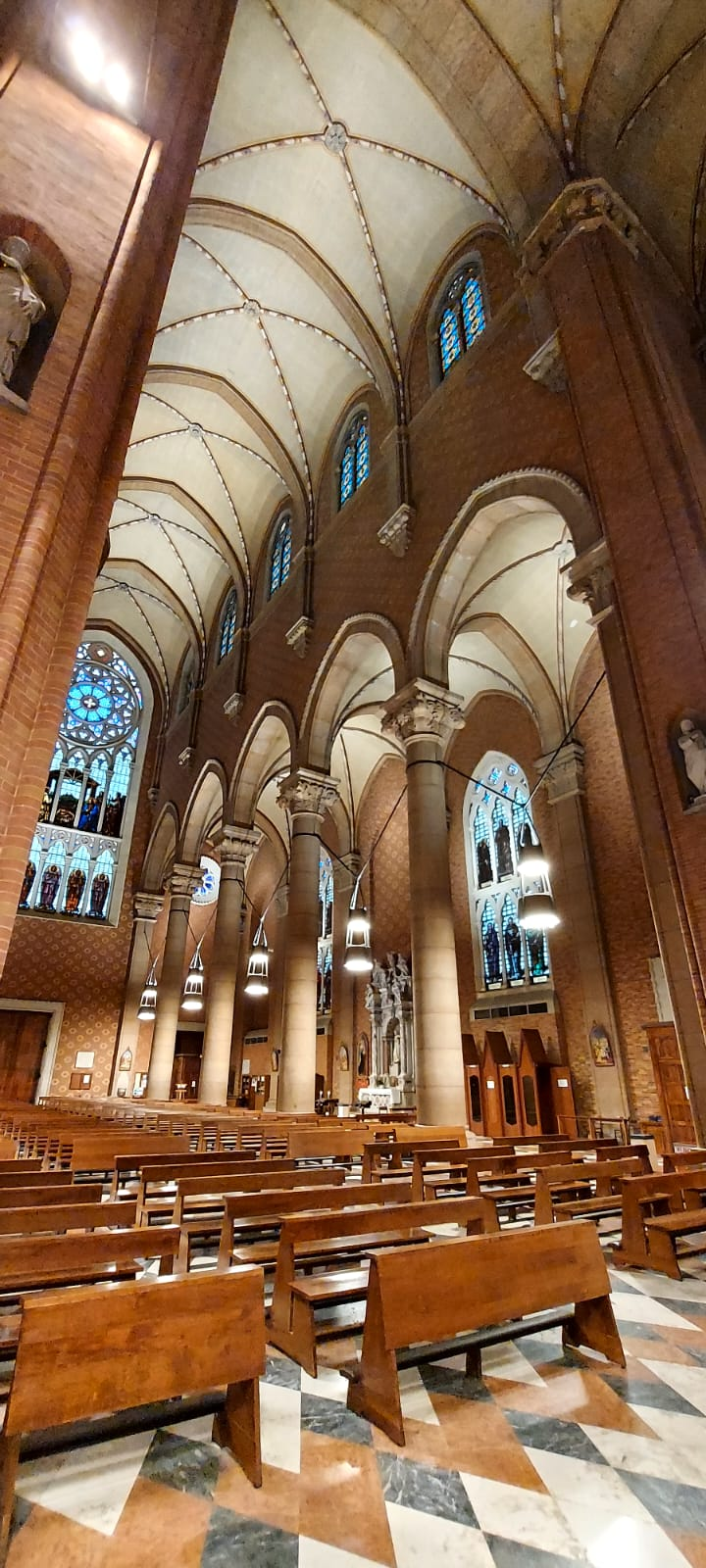
Duomo: particolare dell'interno
- Duomo: particolare